# Gramastetten
Gramastetten è un comune austriaco di 5 040 abitanti nel distretto di Urfahr-Umgebung, in Alta Austria; ha lo status di comune mercato (Marktgemeinde).

## Sport
Città natale dello sciatore Vincent Kriechmayr campione del mondo a Cortina d'Ampezzo 2021 sia in discesa libera che in supergigante.